# Austrian Traded Index

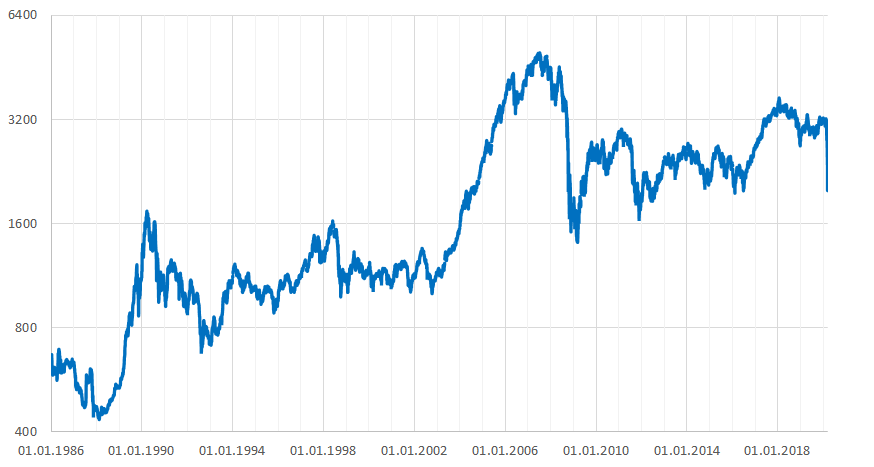
Austrian Traded Index (ATX) de 1985–2012

A Austrian Traded Index (em português: Índice de mercado austríaco), cuja abreviação oficial é ATX, é o Índice de bolsa de valores austríaco. Ele lista as 20 maiores empresas austríacas blue chips, que constam na Wiener Börse, a bolsa de volares de Viena.

## Constituintes
O ATX atualizado em  21 de  maio 2015 aus folgenden Unternehmen:
| Nome                                      | Ramo                   | Logo | Peso no índice em % | Abreviatura |
| ----------------------------------------- | ---------------------- | ---- | ------------------- | ----------- |
| Andritz AG                                | Equipamento industrial | Logo | 11,93               | ANDR:AV     |
| BUWOG AG                                  | Imobiliário            | Logo | 2,81                | BUW:AV      |
| CA Immobilien Anlagen AG                  | Imobiliário            |      | 3,18                | CAI:AV      |
| Conwert Immobilien Invest SE              | Imobiliário            |      | 1,85                | CWI:AV      |
| Erste Group Bank AG                       | Bancos                 |      | 20,01               | EBS:AV      |
| Flughafen Wien AG                         | Aeroportuária          |      | 1,28                | FLU:AV      |
| Immofinanz AG                             | Imobiliário            | Logo | 6,42                | IIA:AV      |
| Lenzing AG                                | congolomerado          | Logo | 1,32                | LNZ:AV      |
| Österreichische Post AG                   | Logística              |      | 3,85                | POST:AV     |
| OMV AG                                    | Óleo e Gás             | Logo | 11,49               | OMV:AV      |
| Raiffeisen Bank International AG          | Bancos                 |      | 4,41                | RIBH:AV     |
| RHI AG                                    | Mat. de construção     | Logo | 1,82                | RHI:AV      |
| Schoeller-Bleckmann Oilfield Equipment AG | Óleo                   |      | 1,65                | SBO:AV      |
| Telekom Austria AG                        | Telecomunicações       | Logo | 2,22                | TKA:AV      |
| Uniqa Insurance Group AG                  | Seguros                |      | 2,88                | UQA:AV      |
| Verbund AG                                | Provedor               |      | 2,59                | VER:AV      |
| Vienna Insurance Group AG                 | Seguros                |      | 3,50                | VIG:AV      |
| Voestalpine AG                            | Aço                    | Logo | 10,38               | VOE:AV      |
| Wienerberger AG                           | Mat. de construção     |      | 4,46                | WIE:AV      |
| Zumtobel AG                               | Iluminação             |      | 1,96                | ZAG:AV      |